# Itaperuçu
Itaperuçu este un oraș în Paraná (PR), Brazilia.